# کشیش تلویزیونی

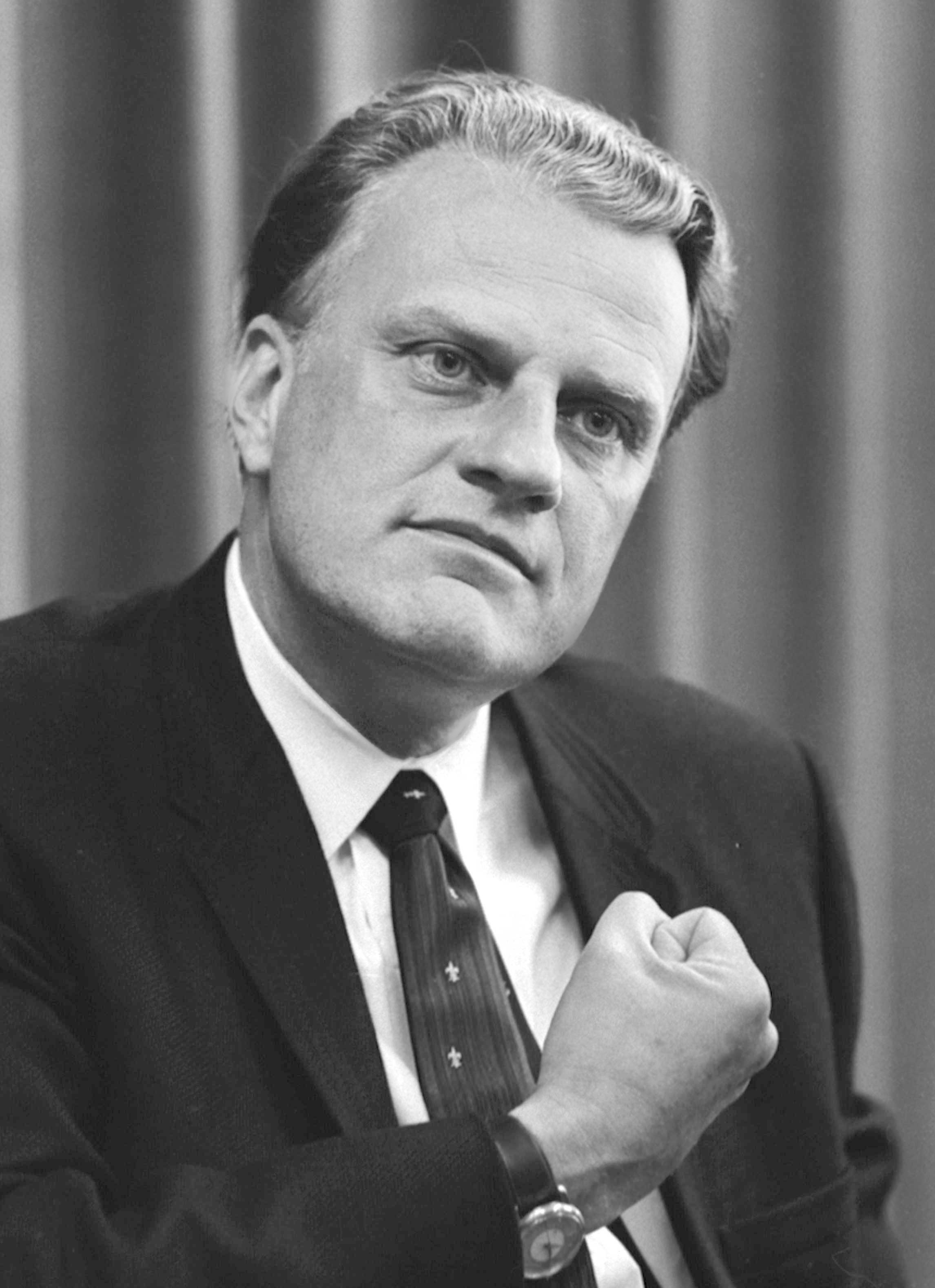
کشیش تلویزیونی

تله‌ونجلیست، به مبلغ مذهبی که از راه تلویزیون تبلیغ می‌کند کشیش تلویزیونی (به انگلیسی: Televangelist) گفته می‌شود.
تله‌ونجلیست، به مبلغان انجیل، مُبَشّران یا مژده‌دهندگان Evangelist می‌گویند. شعار مژده‌دهندگان بازگشت به انجیل و تغییر جامعه با تحول فرهنگی است، تا از این راه در آمریکا و دیگر نقاط حکومتی بر مبنای بنیادهای انجیل به وجود آورند. پیش از جنگ جهانی دوم مژده‌دهندگان به عنوان بنیادگرا Fundamentalist معروف بودند، لیکن بعد از جنگ جهانی دوم آن‌ها خود را به عنوان «مژده‌دهندگان» معرفی کردند.
بعد از توسعه تلویزیون در این کشور در دهه ۱۹۶۰م، مبلغان مسیحی به رادیو و تلویزیون رو آوردند و هم‌اکنون بیش از صد برنامه دینی مسیحی را به شکل سندیکا در این کشور پخش می‌کنند.